# Engwiller
Engwiller es una localidad y comuna francesa, situada en el departamento de Bajo Rin en la región de Alsacia. Tiene una población de 432 habitantes y una densidad de 116 h/km².
- Datos: Q21357
- Multimedia: Engwiller / Q21357

1. ↑  Worldpostalcodes.org, código postal n.º 67350.
2. ↑  INSEE, Datos de población para el año 2012 de Engwiller (en francés).